# Tinamou sauvageon
Nothoprocta cinerascens
Espèce
Statut de conservation UICN

 LC  : Préoccupation mineure
Le Tinamou sauvageon (Nothoprocta cinerascens) est une espèce d'oiseaux de la famille des Tinamidae.

## Répartition et sous-espèces
Selon la classification de référence du Congrès ornithologique international (15.1, 2025) il se répartit en sept sous-espèces (ordre phylogénique) :
- Nothoprocta cinerascens cinerascens (Burmeister, 1860) — du sud-est de la Bolivie au nord-ouest du Paraguay et au centre de l'Argentine ;
- Nothoprocta cinerascens parvimaculata Olrog, 1959 — nord-ouest de l'Argentine.